# Josep Casamada
Josep Casamada   (Sabadell) va ser un ciclista català que va córrer professionalment als anys trenta del segle xx.Va participar consecutivament a les edicions de la Volta a Catalunya del 1928 al 1939, aconseguint un 9è lloc com a millor classificació.

## Palmarès
- 1939
  - 9è a la Volta a Catalunya[2][1]